# Tierra Whack
Tierra Helena Whack (11 de agosto de 1995, Filadelfia, Pensilvania) conocida solamente como Tierra Whack y anteriormente conocida como Dizzle Dizz, es una rapera, cantante y compositora. Su álbum de estudio de debut, Whack World, fue lanzado en mayo de 2018 y recibió la aclamación de la crítica de forma positiva, haciendo colaboración con Melanie Martinez y otros artistas.

## Discografía

### Álbumes de estudio
| Título      | Detalles de álbum                                                                              |
| ----------- | ---------------------------------------------------------------------------------------------- |
| Whack World | - Publicado: 30 de mayo de 2018 - Sello: Interscope - Formato: LP, descarga digital, streaming |

### EPs
| Título | Detalles de álbum                                                                               |
| ------ | ----------------------------------------------------------------------------------------------- |
| Rap?   | - Publicado: 2 de diciembre de 2021 - Sello: Interscope - Formato: descarga digital, streaming  |
| Pop?   | - Publicado: 9 de diciembre de 2021 - Sello: Interscope - Formato: descarga digital, streaming  |
| R&B?   | - Publicado: 16 de diciembre de 2021 - Sello: Interscope - Formato: descarga digital, streaming |

### Sencillos
| Título                                                  | Año  | Posición más alta en listas | Posición más alta en listas | Álbum              |
| Título                                                  | Año  | EU                          | NZ                          | Álbum              |
| ------------------------------------------------------- | ---- | --------------------------- | --------------------------- | ------------------ |
| «Toe Jam»                                               | 2017 | —                           | —                           | Sencillo sin álbum |
| «Child Please»                                          | 2017 | —                           | —                           | Sencillo sin álbum |
| «Shit Happens»                                          | 2017 | —                           | —                           | Sencillo sin álbum |
| «Mumbo Jumbo»                                           | 2017 | —                           | —                           | Sencillo sin álbum |
| «Hungry Hippo»                                          | 2019 | —                           | —                           | Whack World        |
| «Only Child»                                            | 2019 | —                           | —                           | Sencillo sin álbum |
| «Clones»                                                | 2019 | —                           | —                           | Sencillo sin álbum |
| «Gloria»                                                | 2019 | —                           | —                           | Sencillo sin álbum |
| «Wasteland»                                             | 2019 | —                           | —                           | Sencillo sin álbum |
| «Unemployed»                                            | 2019 | —                           | —                           | Sencillo sin álbum |
| «T.D» (con Lil Yachty. ASAP Rocky y Tyler, the Creator) | 2020 | 83                          | 11                          | Lil Boat 3         |
| «Dora»                                                  | 2020 | —                           | —                           | Sencillo sin álbum |
| «Peppers and Onions»                                    | 2020 | —                           | —                           | Sencillo sin álbum |
| «Feel Good»                                             | 2020 | —                           | —                           | Sencillo sin álbum |
| «Link»                                                  | 2021 | —                           | —                           | Sencillo sin álbum |
| «Walk The Beat»                                         | 2021 | —                           | —                           | Sencillo sin álbum |

### Como artista invitada
| Título                           | Año  | Álbum              |
| -------------------------------- | ---- | ------------------ |
| «Pull Up on You» (de Temi Oni)   | 2018 | Sencillo sin álbum |
| «Copy Cat» (de Melanie Martinez) | 2020 | Sencillo sin álbum |
| «Me x 7» (de Alicia Keys)        | 2020 | Alicia             |

### Otras apariciones
| Título         | Año  | Artista                          | Álbum                    |
| -------------- | ---- | -------------------------------- | ------------------------ |
| «Yin/Yang»     | 2019 | Student 1                        | Upprclssmn               |
| «Yellow Belly» | 2019 | Flying Lotus                     | Flamagra                 |
| «My Power»     | 2019 | Beyoncé, Moonchild Sanelly, Nija | The Lion King: The Gift  |
| «Xtra»         | 2021 | Willow                           | lately i feel EVERYTHING |
| «Art Show»     | 2021 | Tierra Whack                     | Pokémon 25: The Album    |